# Washington de Barros Monteiro

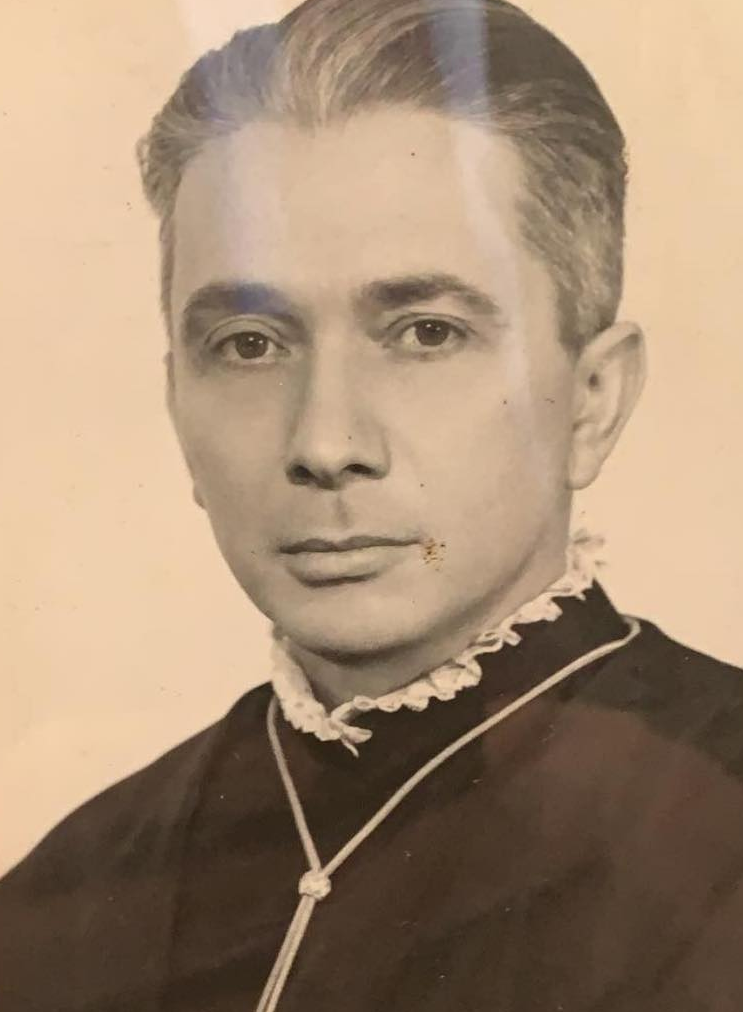
Washington de Barros Monteiro

Washington de Barros Monteiro (Areias, 22 de abril de 1910 – São Paulo, 13 de abril de 1999) foi um jurista brasileiro, notado por sua obra na área do direito civil.

## Biografia
Nasceu no município de Areias, Estado de São Paulo, aos 22 de abril de 1910. Formou-se pela Faculdade de Direito do Largo de São Francisco em 1931, ingressando na magistratura do Estado de São Paulo quatro anos depois, classificando-se em primeiro lugar no concurso. Foi nomeado juiz substituto do 10º Distrito Judicial, com sede em São José do Rio Preto. Foi promovido sucessivamente para as comarcas de Presidente Venceslau (1939), Barretos (1940), Itapetininga (1945) e, neste mesmo ano, ascendeu à 1ª Vara de Família e Sucessões da cidade de São Paulo, aí permanecendo até 1951. Exerceu, ainda, o cargo de juiz do Tribunal Regional Eleitoral nos anos de 1947 a 1951. Quando então foi criado o Tribunal de Alçada, e para este sendo promovido. Foi presidente do referido tribunal nos biênios 1952-1953 e 1956-1957. Em 1959, assumiu como desembargador do Tribunal de Justiça do Estado. Por força de imperativo legal foi posto em disponibilidade, pois seu irmão havia sido nomeado anteriormente para o mesmo Tribunal, dedicando-se então à advocacia.
No magistério superior, em 1949 presta concurso e obtém a cátedra de Direito Civil da Faculdade Paulista de Direito, da Pontifícia Universidade Católica de São Paulo (PUCSP), em 1959, também da da Faculdade de Direito da Universidade de São Paulo (FDUSP), sendo professor emérito desta faculdade. Sua banca de concurso na Faculdade de Direito da USP foi composta pelos professores  Vicente Ráo, Serpa Lopes, Caio Mário da Silva Pereira, Orlando Gomes e Jorge Americano.   Aposentou-se compulsoriamente em 1980 e, no ano seguinte, recebeu o título de professor emérito.
Faleceu em 13 de abril de 1999.

## Obra
Ficou nacionalmente conhecido pela publicação de seu Curso de direito civil. Essa obra, dividida em seis volumes, traz um dos maiores clássicos da literatura jurídica brasileira contemporânea, que tem formado gerações inteiras de juristas no Brasil. A obra continua até hoje a ser publicada, pelas mãos dos atualizadores: Ana Cristina de Barros Monteiro França Pinto, Carlos Alberto Dabus Maluf e Regina Beatriz Tavares da Silva.